# Чвертко Петро Володимирович
Петро Володимирович Чвертко (3 жовтня 1915, село Дадорівка Мглинського повіту Чернігівської губернії, тепер Почепського району Брянської області, Російська Федерація — 16 листопада 2000, місто Сочі, Краснодарського краю, Російська Федерація) — радянський діяч органів держбезпеки, генерал-майор, голова КДБ при РМ Киргизької РСР, голова КДБ при РМ Молдавської РСР. Член ЦК КП Киргизії. Кандидат у члени Бюро ЦК КП Киргизії з 1961 до 1967 року. Член ЦК КП Молдавії в 1971—1976. Кандидат у члени Бюро ЦК КП Молдавії з 1971 до 1976 року.

## Біографія
Народився в бідній селянській родині.
З червня 1933 року — колгоспник колгоспу «Верный Путь» села Дадорівка Почепського району Західної області.
З лютого 1934 до березня 1935 року — секретар сільської ради депутатів трудящих села Стрюкове Почепського району Західної області.
З березня 1935 року — співробітник відділу роботи з піонерами Почепського районного комітету ВЛКСМ Західної області.
З листопаді 1935 до 1937 року — слухач Вищої комуністичної сільськогосподарської академії імені Молотова в місті Смоленську.
У 1937 році — завідувач відділу по роботі з піонерами Мосальського районного комітету ВЛКСМ Смоленської області.
З вересня 1937 року — вчитель історії та географії неповної середньої школи в місті Мосальську. 
З січня 1938 року — директор дитячого будинку імені Леніна в місті Мосальську.
У червні 1938 — березні 1939 року — секретар Мосальського районного комітету ВЛКСМ Смоленської області.
У березні 1939 — жовтні 1940 року — завідувач відділу селянської молоді Смоленського обласного комітету ВЛКСМ.
Член ВКП(б) з жовтня 1939 року.
З жовтня 1940 року служив в органах державної безпеки. Службу розпочав на посаді начальника політичного відділу Смоленської школи середнього та молодшого начальницького складу робітничо-селянської міліції НКВС СРСР
З вересня 1941 року — заступник начальника 5-го відділення 4-го відділу УНКВС по Смоленській області. З січня 1942 року — співробітник оперативної групи 4-го Управління НКВС СРСР, що діяла в смузі 16-ї армії Західного фронту. З квітня 1942 року — заступник начальника 3-го відділення того ж відділу, начальник оперативної групи 4-го Управління при 33-й, 43-й і 49-й арміях Західного фронту.
У листопаді 1942 року направлений на навчання до Вищої школи НКВС. У квітні 1943 року відряджений до опергрупи НКДБ, що займалася пошуком німецької агентури в Краснодарському краї.
Після закінчення Вищої школи НКВС з липня 1943 року працював в УНКДБ—УМДБ по Краснодарському краю: заступник начальника, з жовтня 1943 року — начальник 2-го відділення відділу УНКДБ по місту Сочі, з лютого 1946 року — начальник 3-го відділення 2-го відділу УНКДБ, з жовтня 1946 року — звільнений секретар партійного бюро УМДБ, з вересня 1949 року — на керівних посадах в УМДБ, з березня 1952 року — начальник відділу УМДБ по місту Сочі.
У 1950 році заочно закінчив історичний факультет Краснодарського державного педагогічного інституту.
У березні 1953 — квітні 1954 року — заступник начальника УМВС по Краснодарському краю — начальник відділу УМВС по місту Сочі.
У квітні 1954 — квітні 1957 року — начальник УКДБ по Ростовській області.
27 квітня 1957 — 22 червня 1961 року — начальник УКДБ по Краснодарському краю.
26 червня 1961 — 19 березня 1967 року — голова КДБ при Раді міністрів Киргизької РСР.
2 березня 1967 — 20 листопада 1975 року — голова КДБ при Раді міністрів Молдавської РСР.
У грудні 1975 — квітні 1982 року — старший офіцер зв'язку при окружному УМДБ Німецької Демократичної Республіки (НДР) у місті Дрездені групи координації та зв'язку апарату Уповноваженого КДБ з координації та зв'язку з МДБ НДР.
У квітні 1982 року звільнений у відставку за віком. Персональний пенсіонер у місті Сочі.
Помер 16 листопада 2000 року в місті Сочі.

## Звання
- полковник (1956)
- генерал-майор

## Нагороди
- орден Червоного Прапора
- орден Вітчизняної війни І ст.
- медаль «За трудову доблесть»
- медалі